# 石田豪澄
石田 豪澄（いしだ ごうちょう、1910年 - 2005年）は、天台宗の僧侶、仏教学者。名城大学教授、岩屋寺住職を務める。

## 来歴
明治43年、愛知県平和町に堪忍堂老年画伯を父として生まれる。9歳で天台宗円興寺豪鉄法印の得度を受ける。11歳で曹洞宗雲居寺恵光老師の会下に参じる。その後、20歳で良寛和尚に私淑。四国山中で修行。1935年に駒澤大学入学。大学卒業後、名古屋覚王山日泰寺仏舎利泰安塔奉仕殿司、名城大学教授、同大学図書館初代館長を歴任。
1973年、インドビハール州日本寺本堂天井画を揮毫。国際仏教興隆協会より「日本画僧」の称号を贈られた。
1976年、岐阜県土岐市に法王山中道寺を結ぶ。1983年、山海山根本中院金剛宝寺を結ぶ。
豪潮寛海（豪潮律師）の跡を継ぎ、尾張高野山の岩窟寺（岩屋寺）を復興。住職となり、書画道に励む。禅画や仏画、書、短歌、俳句に取り組む傍ら、狸公研究文献を収集。「狸和尚」の異名を得る。
著書に「禅画百題」「新達磨百図」「達磨真百態」など。

## 著書
- 「国立国会図書館」を参照

### 論文
- CiNii>石田豪澄

## 関連
- 地蔵寺 (諏訪市) - 天井画「観音百八態」を奉納